# Only King Forever
Only King Forever es un álbum en vivo de Elevation Worship. Essential Worship lanzó el álbum el 14 de enero de 2014. Se trabajó con Mack Brock en la producción de este álbum.

## Premios y reconocimientos
Este álbum fue el número 14 en la lista de los 20 álbumes principales de Worship Leader de 2014.
La canción, "Only King Forever", fue la número 5 en la lista de las 20 mejores canciones del 2014 de Worship Leader.

## Listado de canciones
| No.             | Título                                          | Escritores                                                | Duración |
| --------------- | ----------------------------------------------- | --------------------------------------------------------- | -------- |
| 1.              | "Only King Forever"                             | Mack Brock, Chris Brown, Pastor Steven Furtick, Wade Joye | 4:57     |
| 2.              | "Glory Is Yours"                                | Carl Cartee, Furtick                                      | 4:16     |
| 3.              | "I Will Look Up"                                | Brock, Brown, Jason Ingram, Joye, Matt Redman             | 6:00     |
| 4.              | "Grace So Glorious"                             | Brown, Furtick, Israel Houghton                           | 6:47     |
| 5.              | "Grace So Glorious (Reprise)"                   | Brown, Furtick, Houghton                                  | 2:39     |
| 6.              | "The Love of Jesus" (featuring Darlene Zschech) | Brock, Brown, Joye                                        | 6:02     |
| 7.              | "Last Word"                                     | Brock, Brown, Furtick, London Gatch, Joye                 | 5:34     |
| 8.              | "Mighty Warrior"                                | Brown, Matthews Ntlele, Jane Williams                     | 4:57     |
| 9.              | "I Will Sing"                                   | Brock, Brown, Joye, Paul Mabury                           | 5:08     |
| 10.             | "Everlasting Father"                            | Brock, Brown, Gatch, Joye                                 | 6:51     |
| 11.             | "Blessed Assurance"                             | Brock, Brown, Fanny Crosby, Phoebe Palmer Knapp           | 7:18     |
| 12.             | "Great and Mighty King"                         | Brown, Zachary Kale, Brett Younker                        | 5:19     |
| 13.             | "Unto Your Name"                                | Brock, Brown, Furtick, Gatch, Joye                        | 5:46     |
| 14.             | "Raised to Life"                                | Brock, Brown, Furtick, Redman                             | 7:27     |
| Duración Total: | Duración Total:                                 | Duración Total:                                           | 79:01    |

## Rendimiento del álbum
| Chart (2014)                    | Peak position |
| ------------------------------- | ------------- |
| US Billboard 200                | 23            |
| US Christian Albums (Billboard) | 2             |